# Можаи (Псковская область)
Можаи  — деревня в Бережанской волости Островского района Псковской области.
Расположена в 10 км к от центра города Остров.
Численность населения деревни по состоянию на 2000 год составляла 5 жителей.